# Liste der Schweizer Botschafter in der Dominikanischen Republik
Schweizer Botschafter in der Dominikanischen Republik.

## Missionschefs
- 2007–2012: Jacques Gremaud (1952-)
- 2012–2016: Line Leon-Pernet
- 2017–2021: Urs Robert Schnider
- seit 2021: Rita Hämmerli-Weschke[1]

bis 1961 Resident in Havanna, siehe → Liste der Schweizer Botschafter in Kuba,
von 1962 bis 2007 Resident in Mexiko-Stadt, siehe → Liste der Schweizer Botschafter in Mexiko.